# Charles W. Fairbanks
Charles Warren Fairbanks (11. května 1852, Unionville, Ohio – 4. června 1918, Indianapolis, Indiana) byl americký státník, 26. viceprezident USA, novinář a právník.

## Život
Je označován za posledního amerického státníka, který se narodil ve srubu. Jeho rodiče byli prostí zemědělci a přesvědčení abolicionisté. Vystudoval práva na Ohio Wesleyan University a pracoval pro železničního magnáta Jaye Goulda. Byl senátorem za Republikánskou stranu, zastupoval stát Indiana (1897–1905). Od 4. března 1905 do 4. března 1909 působil ve funkci 26. viceprezidenta USA za Theodora Roosevelta přesto, že oba pocházeli z protichůdných křídel téže politické strany. Usiloval o republikánskou nominaci do prezidentských voleb 1908, avšak strana dala přednost Williamu Taftovi. V roce 1916 ho neúspěšný prezidentský kandidát Charles Evans Hughes navrhl jako svého viceprezidenta. Zemřel roku 1918 na zánět ledvin.
Jeho manželka Cornelia Cole Fairbanksová působila v organizaci Dcery americké revoluce a prosazovala ženské volební právo.
Na památku jeho působení v komisi vytyčující hranice Aljašky je po něm pojmenováno město Fairbanks.